# تصادم
في الفيزياء، التصادم هو ملامسة جسمين أو أكثر لبعضهما البعض. وينقسم التصادم إلى قسمين: تصادم مرن ,تصادم غير مرن. وفي التصادم المرن يكون مجموع الزخم للأجسام قبل التصادم مساويا لمجموع زخم الأجسام بعد التصادم، وهذا مايعرف بقانون حفظ الزخم. كذلك بالنسبة إلى مجموع طاقة حركة الأجسام قبل الاصتدام يكون مساويا لمجموع طاقات الحركة للأجسام بعد الاصطدام، وهذا هو قانون انحفاظ طاقة الحركة. وفي لعبة البلياردو مثلا يعتبر التصادم بين الكرات مرنا وتسري عليها القانونان المذكوران، إذ لا تعاني أي من الكرات كسورا أو تهشما. أما أمثلة تصادم السيارات : فالسيارة تعاني تهشما كبيرا سواء اصطدمت بحائط أو بسيارة أخرى، ناهيك عن الإصابات التي تلحق بالراكبين. فهذا النوع من التصادم هو التصادم الغير مرن.

## التصادم المرن
حينما يقوم شخص بضرب كرة باتجاه الأرض ثم تعود إليه مثلاً، يسمى ذلك بالتصادم المرن. يحدث التصادم المرن حينما يصطدم جسم مرن بآخر مرن أيضاً أو صلب. تكون طاقة الحركة والزخم قبل وبعد التصادم نفسها (أي لا تتغير). في المختبر قد يفقد جزء صغير من الطاقة بسبب الاحتكاك بين الأرضية وبين الجسم (أو الأجسام) المتصادمة بها.

## التصادم غير المرن
في حال حدوث اصطدام بين سيارتين، يسمى ذلك بالتصادم غير المرن. يحدث هذا النوع من التصادم غير المرن حينما يكون الجسم المتصادم مختلف الشكل كليا بعد حدوثه. فمثلاً بعدما تصطدم سيارة بأخرى يختلف وضعها وشكلها عن السابق، بينما في التصادم المرن (اصطدام الكرة بالأرض وعودتها مثلاً) لا تختلف. في هذا النوع من التصادم يحدث فقدان لجزء من طاقة الحركة حيث تتحول إلى طاقة من نوع آخر في الانعواج والتكسير والتهشم. إلا أن الزخم لا يتغير قبل وبعد حدوث التصادم.

## التصادم في بعدين
حينما يكون التصادم في بعدين مثل البلياردو حيث يُلعب على مساحة مستوية وهي المنضدة، تكون قوانين التصادم المرن هي ذاتها، ويمكن إثبات ذلك باستخدام المتجهات للسرعات لحساب الزخم قبل وبعد حدوث التصادم.

## حفظ الطاقة الحركية
تنص قوانين نيوتن على مبدأين مهمين بالنسبة لحركة الأجسام وخصوصا في حالة تصادم الأجسام تصادما مرنا . والتصادم المرن هو التصادم الذي تبقى فيه طاقة الحركة على صورتها من غير أن يتغير جزء منها إلى صورة أخرى للطاقة، مثل الطاقة الحرارية أو طاقة داخلية (ديناميكية) عندما يؤدي التصادم إلى اعوجاج أو تكسير أو أي تغيير في شكل الأجسام المصتدمة.
وهذان المبدأين ينص أولهما أن طاقة الحركة الكلية للأجسام المصتدمة لا تتغير قبل أو بعد التصادم .
وينص المبدأ الثاني أن كمية الحركة الكلية للأجسام المتصادمة لا تتغير قبل أو بعد التصادم .
وهذه العلاقات تعتمد على كتلة وسرعة كل جسم من الأجسام المصتدمة تصادما ًً مرنا ً.
- للمزيد من المعادلات الخاصة بهذين القانونين، انظر قانون حفظ الزخم.

تصادم مرن بين جسمين مختلفي الكتلة ، ملاحظة تغير السرعات قبل وبعد التصادم